# Sistema digital
|  | «digital» redirigeix aquí. Vegeu-ne altres significats a «digital (desambiguació)». |

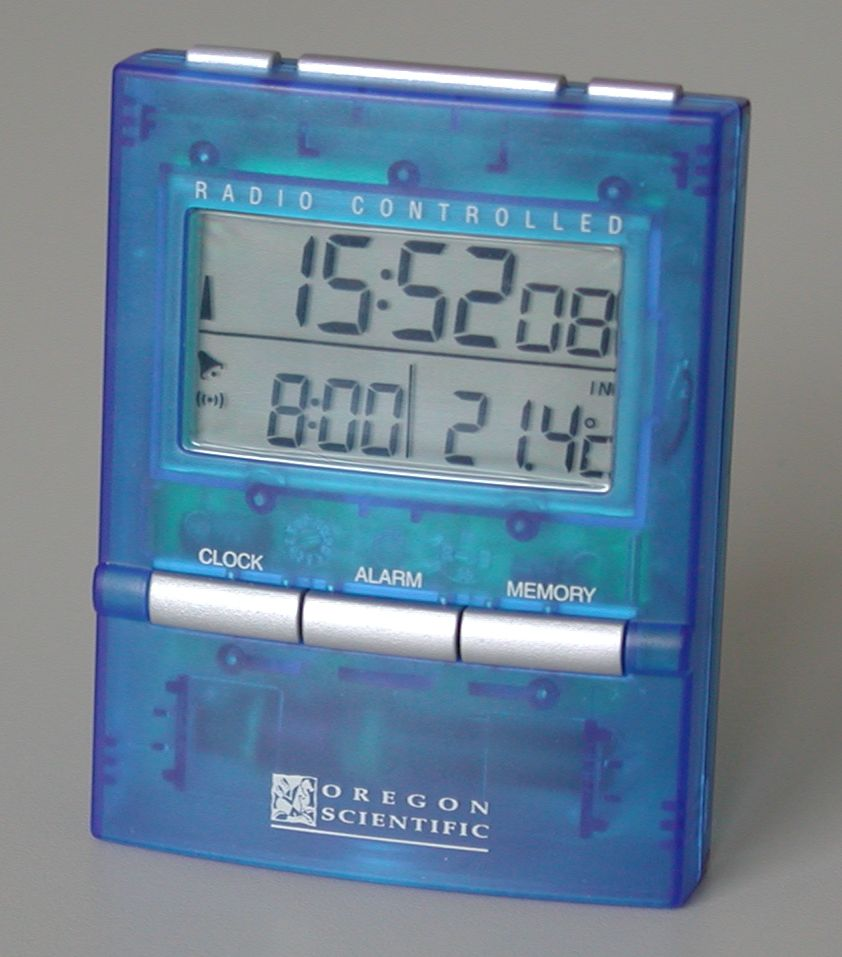
Rellotge digital.

Un sistema digital és qualsevol dispositiu electrònic destinat a la generació, transmissió, processament o emmagatzemament de senyals digitals. També un sistema digital és una combinació de dispositius dissenyats per manipular quantitats físiques o informació que estiguin representades en forma digital; és a dir, que només puguin prendre valors discrets.
Per l'anàlisi i la síntesi de sistemes digitals binaris s'utilitza com a eina l'àlgebra de Boole.
Els sistemes digitals poden ser de dos tipus: combinacionals o seqüencials. El sistemes digitals combinacionals són aquells en què les seves sortides només depenen de l'estat de les seves entrades en un moment donat. Per tant, no necessita mòduls de memòria, ja que les sortides no depenen d'estats previs de les entrades. En els sistemes digitals seqüencials, en canvi, les sortides depenen, a més de l'estat de les seves entrades en un moment donat, d'estats previs. Aquesta classe de sistemes necessiten elements de memòria que recullin la 'història passada' del sistema.
Per a la implementació dels circuits s'utilitzen portes lògiques (AND, OR i NOT), construïdes generalment amb transistors. Aquestes portes segueixen el comportament d'algunes funcions de l'Àlgebra de Boole.
Segons el propòsit dels sistemes generals es classifiquen en sistemes de propòsits especials i sistemes de propòsits generals. Aquests últims permeten el canvi del seu comportament mitjançant la programació d'algoritmes de solucions de problemes específics.

## Model general
Sistemes digitals combinacionals: 
Z = F(X) 
Z= valor senyals de les sortides; 
X= valor senyals de les entrades; 
F= circuit transformador de senyals (comportes electròniques) 
Sistemes digitals seqüencials: 
Z = F(X,Q) 
Z= valor senyals de les sortides; 
X= valor senyals de les entrades; 
Q= elements de memòria (Flip Flops); 
F= circuit transformador de senyals (comportes electròniques)

## Tipus de circuits combinacionals
Convertidors de codis: Descodificadors i codificadors.
Selectors de flux: Multiplexors i demultiplexors.
Sumadors: Sumadors mitjans i sumadors complets.
Comparadors.
Memòria de només lectura.
Circuits especials.

## Disseny de circuits combinacionals
Per al disseny de circuits combinacionals hem de distingir entre 8 passos diferents:
1r pas: Enunciat del problema; 2n pas: Anàlisi--> Especificació de les variables d'entrada i de sortida; 3r pas: Modelat-->Definició de les funcions de Boole que especifiquen el comportament del sistema; 4at pas: Simplificació de les funcions de Boole (opcional); 5è pas: Diagrama lògic; 6è pas: Selecció de circuits integrats; 7è pas: Acoblament del sistema digital (taulell de proves o circuit preimprès); 8è pas: Proves

## Exemples de sistemes analògics que han esdevingut digitals
Fotografies. L'increment en la densitat dels microcircuits o "xips" de memòria digital ha permès el desenvolupament de càmeres digitals que graven una imatge com una matriu de 640 x 480 píxels o inclús més grans, on cada píxel emmagatzema les intensitats dels seus components de color vermell, verd i blau amb una quantificació de 8 bits o més.
Exemples d'aquells sistemes analògics que ara són digitals:
Fotografies, gravacions de vídeo, gravacions de veu, carburadors d'autos, sistema telefònic, semàfors, efectes cinematogràfics...
Ara se sap que un sistema digital és aquell que treballa amb nombres. Un sistema digital seria per exemple el format pel senyal acústic que es transforma en un senyal elèctric, i a través d'un conversor analògic-digital es transforma en nombres, que són processats per un circuit digital i finalment convertits de nou en un senyal electrònic a través d'un conversor digital-analògic, que a l'altaveu es converteix en un senyal acústic.

## Avantatges dels circuits digitals
Un dels avantatges dels circuits digitals, en comparació amb els circuits analògics és que els senyals representats digitalment es poden transmetre sense degradació a causa del soroll. Per exemple, un senyal continu d'àudio, transmès com una seqüència d'1s i 0s, es pot reconstruir sense errors sempre que el soroll recollit en la transmissió no sigui tan alt com per evitar la identificació dels 1s i 0s. Una hora de música es pot emmagatzemar en un disc compacte en uns 6 mil milions de dígits binaris.
Com a avantatges principals té:
Reproduir els resultats, facilitat de disseny, funcionalitat, programabilitat, velocitat, economia, avenç tecnològic constant, etc.

## Desavantatges
En alguns casos, els circuits digitals utilitzen més energia de circuits analògics per dur a terme les mateixes tasques, el que produeix més calor. En els sistemes portàtils o de bateries que pot limitar l'ús dels sistemes digitals.
Per exemple, els telèfons mòbils amb piles solen utilitzar un anàleg de baixa potència front-end per amplificar i sintonitzar els senyals de ràdio des de l'estació base. No obstant això, una estació base té el poder de la xarxa i pot utilitzar famolenc de poder, però les ràdios de programari molt flexible. Aquestes estacions base poden ser fàcilment reprogramat per a processar els senyals utilitzats en els nous estàndards mòbils.
Els circuits digitals són de vegades més cars, sobretot en petites quantitats.
La majoria dels sistemes digitals útils han de traduir els senyals analògics continus que es parli de senyals digitals. Això fa que els errors de quantificació. error de quantificació es pot reduir si les dades el sistema emmagatzema suficient digitals per a representar el senyal fins al grau desitjat de la fidelitat. El teorema de mostreig de Nyquist-Shannon proporciona una guia important pel que fa a la quantitat de dades digitals que es necessita per retratar amb precisió un senyal analògic donat.
En alguns sistemes, en cas d'una sola peça d'informació digital es perd o és mal interpretat, el significat de grans blocs de dades relacionades pot canviar completament. Causa de l'efecte de penya-segat, pot ser difícil per als usuaris saber si un sistema en particular és just a la vora del fracàs, o si es pot tolerar el soroll molt més abans de fallar.
fragilitat digital es pot reduir mitjançant el disseny d'un sistema digital per a la robustesa. Per exemple, un bit de paritat o un altre mètode d'error de gestió es poden inserir en la ruta de senyal. Aquests sistemes ajuden al sistema detectar errors, i després corregeixi els errors, o almenys demanar una nova còpia de les dades. En un estat-màquina, la lògica de la transició de l'estat pot ser dissenyat per detectar estats sense usar i desencadenar una seqüència de restabliment o l'altra rutina de recuperació d'errors.
La memòria digital i sistemes de transmissió poden utilitzar tècniques com la detecció i correcció d'errors a utilitzar les dades addicionals per corregir els errors en la transmissió i emmagatzematge.
D'altra banda, algunes tècniques utilitzades en els sistemes digitals que aquests sistemes siguin més vulnerables als errors d'un bit. Aquestes tècniques són acceptables quan els bits subjacents són prou fiables que aquest tipus d'errors és molt poc probable. Un error d'un bit de dades d'àudio emmagatzemats directament com la modulació lineal de codi de pols (com en un CD-ROM) fa que, en el pitjor dels casos, un sol clic. En el seu lloc, molta gent utilitza la compressió d'àudio per a estalviar espai d'emmagatzematge i temps de descàrrega, tot d'un error d'un bit pot danyar tota la cançó.